# سردينيا أرينا
اونيبول دوموس (بالإيطالية: Unipol Domus)‏ هو ملعب مؤقت لكرة القدم في كالياري، سردينيا، إيطاليا. تم تشييده في عام 2017، ويستضيف مباريات نادي كالياري لكرة القدم من 2017 إلى 2018، منذ أن تم إغلاق ملعب سانت إليا وهدمه جزئيًا من أجل بناء ملعب جديد. من المقرر أن يكون بمثابة الملعب الرئيسي لكالياري حتى عام 2021، عندما يتم الانتهاء من بناء الملعب المخطط له.

## التاريخ
في عام 2010، أصبح ملعب سانت إيليا، أكبر ساحة مكشوفة في سردينيا وملعب نادي كالياري لأكثر من أربعة عقود، متقادماً بشكل ينذر بالخطر. في عام 2012 تم إعلان أن الملعب غير صالح للاستخدام، مما أجبر النادي علي التنقل بين الملاعب.
بالفعل في عام 2013، بعد أعمال التكيف والسلامة العاجلة، عاد كالياري إلى سانت إيليا، في انتظار العثور على ملعب أفضل. بعد عامين، قرر النادي رسميًا البدء في مشروع هدم وإعادة بناء ملعب كالياري. لذلك تم ترتيب التخلص النهائي من سانت إيليا، نشأت الحاجة إلى تحديد ملعب جديد حيث يمكن لنادي كالياري أن يلعب مؤقتًا مبارياته على أرضه فيه. رفضت فرضية مغادرة الحدود البلدية لعاصمة سردينيا، بين عامي 2016 و 2017 تقرر بناء ملعب مؤقت داخل موقف السيارات الشرقي الكثير من سانت إيليا، وبالتالي وضع الأسس للمشروع الذي كان يسمى سردينيا أرينا.
بعد أن منحت بلدية كالياري الحق للنادي في تملك الأرض المعنية، بدأت أعمال البناء في ربيع عام 2017.
استمرت الأعمال بسرعة وتم الانتهاء منها بحلول الصيف. بعد الحصول على التراخيص والموافقات اللازمة، تم افتتاح المصنع في 10 سبتمبر 2017، في مباراة كالياري كروتوني، في الجولة الثالثة من بطولة دوري الدرجة الأولى الإيطالي.
في 24 يوليو 2021 ، أعلن كالياري كالتشيو عن شراكة مدتها عشر سنوات مع مجموعة اونيبول للتأمين وما يترتب على ذلك من نقل حقوق التسمية المدعومة لكل من المرفق المؤقت والملعب النهائي المستقبلي. مع هذا الاتفاق، تغير اسم الملعب من سردينيا أرينا الي اونيبول دوموس.
اونيبول دوموس سيكون الملعب الرئيسي لكالياري حتى الانتهاء من الاستاد الدائم الجديد للنادي. بمجرد الإنتهاء من أعمال إنشاء الملعب، سيتم تفكيك الملعب وتحويل الأرض التي يشغلها إلى منطقة خدمة للاستاد الجديد. بالنظر إلى تاريخ البدء التقديري لهدم ملعب سانت إيليا المحدد في نهاية عام 2022، يتوقع النادي اللعب في اونيبول دوموس حتى عام 2025.

## الوصف
نظرًا للطبيعة المؤقتة للملعب، فهو مصنوع بالكامل من وحدات مسبقة الصنع من مادة معدنية، ومغطاة خارجيًا بألواح خشبية وبلاستيكية.
السعة القصوى 16416 مقعداً ، جميعها مرقمة ومجهزة بمقاعد ، مقسمة إلى خمسة أقسام:
- المدرج المركزي المغطى (أو المدرج الرئيسي): 3272 مقعدًا.
- المدرج الشرقي المفتوح (أو المنبر المتميز): 4384 مقعدًا.
- المدرج الشمالي (مخصص للداعمين المحليين المنظمين): 4404 مقعدًا.
- المدرج الجنوبي : 3981 مقعدا.
- قطاع الضيوف (داخل المدرج الجنوبي): 415 مقعدًا.